# 337. strelska divizija (ZSSR)
337. strelska divizija (izvirno rusko 337. стрелковая дивизия; kratica 337. SD) je bila strelska divizija Rdeče armade v času druge svetovne vojne.

## Zgodovina
Divizija je bila ustanovljena septembra 1941 v Astrahanu.